# ACTUS (ラジオ番組)
ACTUS（アクタス）はエフエム富士（FM FUJI）で2021年4月1日より放送されている情報番組。

## 概要
コンセプトは「Week Dayの朝からお昼にかけて放送する情報コミュニケーション・プログラム」で、ニュースや天気予報のほか、同僚や友人などとの会話の糸口となるスポーツ、芸能、占い、SDGsといった話題をテンポよく網羅する番組。
FM FUJIの2021年春の大規模な改編によってスタートしたワイド番組で、3月まで放送されていた『Yes! Morning』と『GOOD DAY』の午前枠の時間を統合した約5時間の大型番組となっている。また『Yes! Morning』までは長らく月曜から金曜の帯番組となっていたが、当番組は月曜から木曜の4曜日放送となり、金曜の同時間帯にはこちらも約5時間のワイド番組『Awesome!』を編成している。
ちなみにタイトルの『ACTUS』(アクタス)とは、行動を表す「ACT」、私たちを表す「US」に日本語の「たす」のイメージを組み合わせた合成語である。

## 出演者
- （月・火曜）柴田萌虹佳（2024年4月 - ）[注釈 1]、KOUSAKU（2021年4月 - ）[注釈 2]
- （水・木曜）東城佑香（2021年4月 - ）[注釈 3]、まつみたくや（2021年4月 - ）[注釈 2]

### 過去の出演者
- 森川真帆（月曜・火曜：2021年4月 - 2022年3月）[注釈 4]
- 宍戸美憂（月曜：2022年5月 - 2023年3月、火曜：2022年4月 - 2023年3月）[注釈 4]
- 河西歩果（2022年4月 - 5月、月曜)[注釈 5]
- 藤井舞（2023年4月 - 2024年3月、月曜・火曜）

1. ↑  FM FUJIアナウンサー
2. 1 2  9:00からの出演
3. ↑  2024年3月まではFM FUJIアナウンサー。フリーアナウンサーとなった後も本番組を担当
4. 1 2  出演当時FM FUJIアナウンサー。退社とともに番組も降板
5. ↑  月曜担当だったが5月に体調不良による長期入院の後(のちに出産に伴う休養であることを発表)、番組を降板。火曜担当の宍戸が月曜も兼務。

## タイムテーブル
7:00から9:00までは『Yes! Morning』や『SUPER TODAY FUJI』の流れを引き継いでニュースや天気予報・交通情報を中心とした構成。『Yes! Morning』後期のコーナーが継続して当番組でも放送されている。これは金曜放送の『Awesome!』も同様である。
KOUSAKU、まつみが出演する9:00以降のパートは県内の幅広い情報や当日のメッセージテーマの紹介などが主体となっている。
- 7:26頃～：FUJIKYU RESORT HEADLINE(木)
- 7:40頃～：TOYOTA SPORTS ENERGY
- 7:50頃～：エンタメMIX
- 8:17頃～：Lucky Countdown
- 8:23頃～：NEWSサプリ
- 8:30頃～：SDGsみらいレポート(木)
- 9:10頃～：富士の国やまなし
- 10:00頃～：
  - go viral(火)
  - ACTUS Hang Out(木)
- 10:40頃～：
  - Social issues Watching(月)
  - Health and well-being(火)
  - 山梨クイーンビーズ～Be the Best～(水)
- 11:00頃～：
  - みなみいろプロジェクト(月)
  - Made in Yamanashi応援プロジェクト～みんなで山梨を応援しよう～(火)
  - 甲府いろいろ(第1・第3・第5水)
  - ビバ!ヴァンフォーレ!(木)